# نووگئورگیفکا (شهرستان میخایلوفسکی، استان آمور)
نووگئورگیفکا (به لاتین: Novogeorgiyevka) یک منطقهٔ مسکونی در روسیه است که در استان آمور واقع شده‌است.